# John Shasky
John Paul Shasky (Birmingham, 31 luglio 1964) è un ex cestista statunitense, professionista nella NBA e in Europa.

## Carriera
È stato selezionato dagli Utah Jazz al terzo giro del Draft NBA 1986 (61ª scelta assoluta). Trasferitosi in Europa, ha giocato prima in Italia con la Pallacanestro Trapani, successivamente in Spagna e Grecia.